# Håkan Lindström
Sven David Håkan Lindström, född 29 november 1918 i Engelbrekts församling i Stockholm, död 4 februari 1987, var en svensk bokförläggare och journalist som skrev under signaturerna Sirocco och HDL.
Håkan Lindström var son till bokförläggaren David Lindström och Gerda Andersson samt brorson till Johan Lindström Saxon. Efter studentexamen 1938 läste han vid Schartaus Handelsinstitut där han tog examen 1939. Han blev journalist och pressfotograf vid Saxon & Lindströms förlags AB 1939 och var litteraturchef där 1950–1971 (efter att ha varit biträdande sedan 1945). Han var chefredaktör och ansvarig utgivare för Svensk Damtidning 1950–1971, ansvarig utgivare för Vi damer från 1950,  för Lektyr från 1958 och för Saxons Veckotidning 1966–1971. Han var styrelseledamot i Saxon & Lindströms förlags AB. Han innehade också antikvitetshandel.
Han var författare till Den hemliga amfibiegiron (ungdomsbok 1944) och skrev reportage, kåserier, krönikor, noveller, tecknad serie med mera i veckopress. Han hade utmärkelsen Lion’s Clubs Merit Award.
Lindström var gift första gången 1946–1947 med Marianne Åslund (1924–2012). Han gifte sig andra gången 1948 med Gun Nilsson (1923–2019), dotter till direktören Fritz Nilsson och Elsa Gustavsson. De fick en dotter (född 1951) och en son (född 1955). Makarna Lindström är begravda i familjegrav på Norra begravningsplatsen i Solna.